# Filippo Lippi (traghetto)
Il Filippo Lippi è un traghetto appartenente alla compagnia di navigazione italiana Siremar.

## Caratteristiche
Costruito dai Nuovi Cantieri Apuania di Marina di Carrara, il Filippo Lippi è stato varato il 13 febbraio 1990 e consegnato alla compagnia il 15 giugno dello stesso anno. L'unità costituisce, insieme alle navi gemelle (Antonello da Messina, Liburna e Tetide), un'evoluzione del progetto delle unità della classe Driade realizzate tra il 1979 e il 1985: queste unità queste navi presentano una poppa aperta, che le rende più funzionali e adatte anche al trasporto di merci pericolose; fumaioli e alberi sono analoghi a quelli delle due navi costruite nel 1985 (Simone Martini e Giovanni Bellini).
La nave dispone di servizi essenziali in virtù dei servizi locali coperti: bar, ristorante, sala TV e solarium sul ponte esterno. Gli ambienti interni sono inoltre dotati di impianto di aria condizionata. La capacità di trasporto è pari a 1250 passeggeri e 76 automobili.
La propulsione è affidata a una coppia di motori GMT 4S da 12 cilindri in grado di erogare una potenza complessiva di 4.264 kW; la velocità massima raggiungibile è pari a circa 18 nodi.
A luglio 2016 presso i cantieri navali di Messina, viene applicata la nuova livrea Siremar.

## Servizio
Entrato in servizio nel giugno del 1990 in sostituzione del Caravaggio, viene impiegato soprattutto sulle rotte da Milazzo alle isole Eolie. Saltuariamente opera nei collegamenti per le Isole Egadi e tra Palermo ed Ustica.

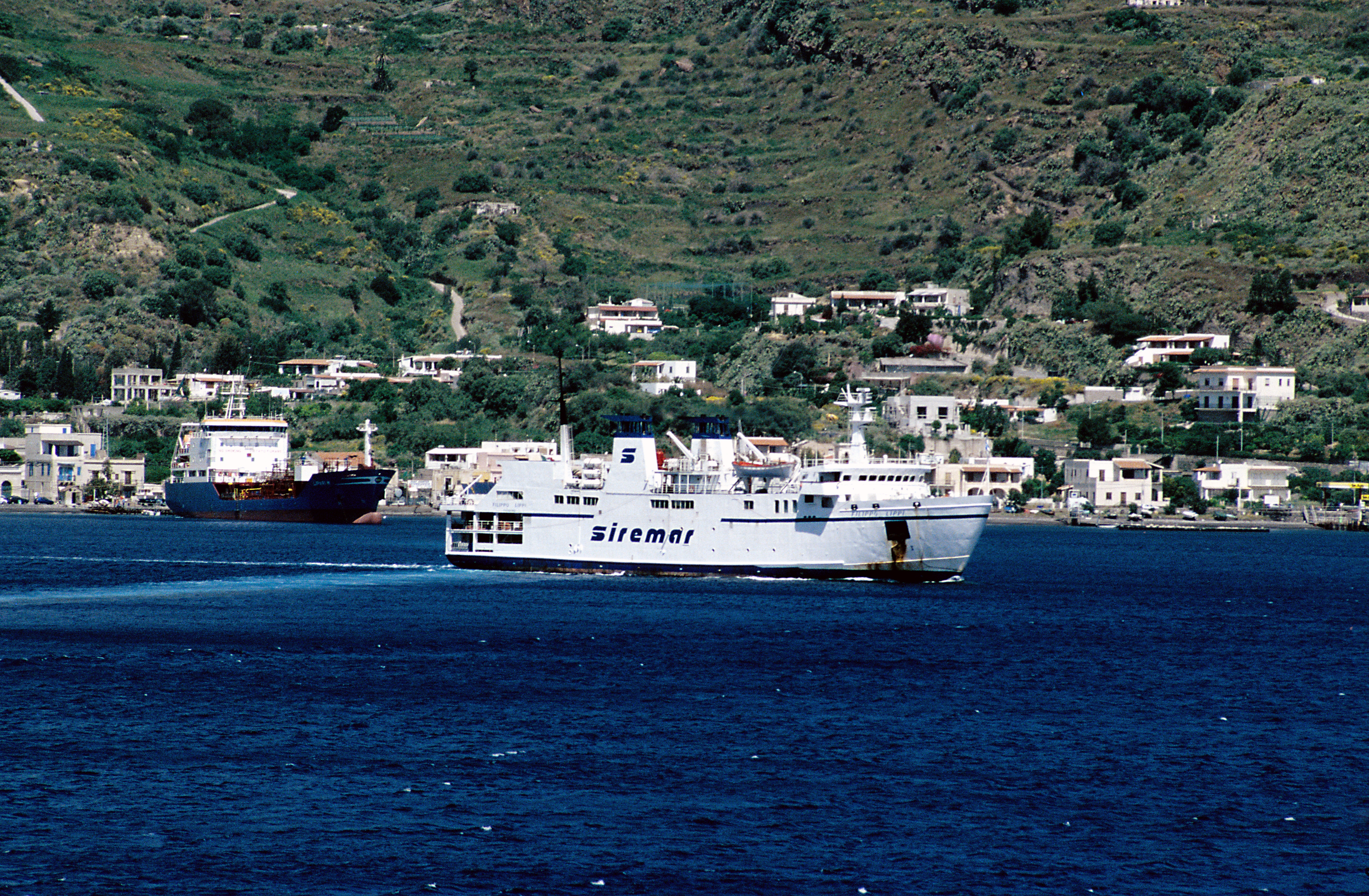
Il Filippo Lippi in partenza da Lipari nel 2005.

Nell'estate del 2015 viene noleggiato alla Laziomar in sostituzione del Quirino, affiancando così il gemello Tetide sulle rotte da Formia per Ponza e Ventotene. Durante il periodo di noleggio è stato tuttavia vittima più guasti, tra cui l'urto con gli scogli del porto di Ventotene durante la partenza per Formia. Successivamente ha avuto varie avarie ed è stata trasferito a Napoli e riparato ai Cantieri Palumbo.
Nel mese di maggio 2021 il Filippo Lippi sostituise temporaneamente il gemello Antonello da Messina sulla Palermo-Ustica.
Da ottobre 2022 presta servizio nei collegamenti per le Isole Eolie.
Dal 2 dicembre 2024 a gennaio 2025 viene sottoposto a lavori di manutenzione ordinaria ad Augusta. Successivamente torna regolarmente in servizio nei collegamenti per le Eolie.

## Incidenti
Nella tarda mattinata del 6 marzo 2023 è scoppiato un incendio nella sala macchine della nave durante la traversata da Milazzo verso Filicudi successivamente domato in autonomia dal personale di bordo. Al fine di prestare soccorso sono stati dirottati i traghetti Bridge e Antonello da Messina; quest'ultimo ha preso a rimorchio la gemella fino all'arrivo del rimorchiatore Città di Milazzo assistito dal rimorchiatore Decrux, che l'ha condotta nel porto di Messina.

## Navi gemelle
- Antonello da Messina
- Bunifazziu (ex Liburna)
- Tetide